# 斎藤三郎 (画家)
斎藤 三郎（さいとう さぶろう、1917年5月10日 - 1996年3月17日）は日本の洋画家。浦和画家。

## 人物
23歳で太平洋戦争に応召し、生死のはざまで和紙に3000枚のスケッチを残した。生きて帰国できれば画家になると決意し、終戦後1945年に帰国。浦和市に居住した。

## 年譜
- 1917年 - 埼玉県熊谷市に生まれる。
- 1930年 - 旧制浦和中学校に入学。
- 1937年 - 内務省に勤務するかたわら、東京物理学校（現東京理科大学）に学ぶ。
- 1940年 - 東京物理学校を中退して出征。戦地で画家になることを決意し、多数のデッサンを描く。
- 1945年 - 戦地から帰国。埼玉県浦和市に居住。
- 1946年-第31回二科展に初入選。
- 1948年-第33回二科展にて「敗戦の自画像」が特待賞受賞。
- 1949年-サロン・ド・プランタンに出品。第3回美術団体連合展に出品。
- 1950年-「信仰の女」で第35回二科展二科賞受賞。
- 1954年-二科会会員推挙。
- 1961年-第46回二科展にてパリ賞を受賞。
- 1972年-渡欧。第57回二科展に出品、内閣総理大臣賞を受賞。埼玉県文化賞受賞。二科会委員となる、またこの頃からスペインの人物を描き始める。
- 1974年-渡欧、おもにスペインに滞在する。
- 1975年-渡欧、おもにスペイン、イタリア、ベルギーに滞在。二科展（エジプト政府主催、カイロ国立ファイン・アート・ギャラリー）に出品。
- 1996年- 埼玉県浦和市にて死去。享年78。

## 作品
- 『敗戦の自画像』埼玉県立近代美術館蔵